# Orgullo Crítico
El Orgullo Crítico es el nombre que reciben varios movimientos LGBTI de España que reivindican la no mercantilización y la repolitización del Orgullo LGBT, además de hacer una fuerte crítica a algunas cuestiones que rodean al Orgullo LGBT, como el capitalismo rosa, la gentrificación, el pinkwashing, la homonormatividad o el homonacionalismo.
Entre sus reivindicaciones se encuentra también la recuperación del 28 de junio como fecha clave para recordar el espíritu combativo de Stonewall, pensando en un Orgullo como protesta o revuelta, por lo que desde hace unos años realizan una manifestación alternativa al MADO desde una perspectiva anticapitalista, transfeminista, antirracista y anticapacitista.
Los primeros Orgullos Críticos han sido organizados en Madrid, aunque en los últimos años se vienen celebrando como eventos paralelos en varias ciudades españolas, como Barcelona, Valencia, Sevilla o Murcia. En el año 2022 se celebró el primer Orgullo Crítico en México, en la ciudad de Playa del Carmen y en 2023 y 2024 se hicieron dos iniciativas de orgullo crítico en CMDX el bloque disidente que marchó junto al pride en un acto de protesta y la misma “Contramarcha” que marchó en dirección contraria .Al igual  que existe su versión en Bogotá denominada “Contramarcha”, con la diferencia que estos últimos suelen marchar al mismo tiempo que la marcha institucional pero en dirección contraria y los interpelan de frente ese día, de allí su nombre contramarcha.

## Reivindicaciones
Desde sus inicios, el eje central de las reivindicaciones es la no mercantilización del Orgullo y la crítica a la despolitización de la lucha LGBTIQA+.  Consideran que "durante los últimos años una élite empresarial ha venido construyendo un tejido económico vinculado a una marca gay totalmente despolitizada y mercantilizada", contribuyendo al crecimiento del capitalismo rosa, y son constantes las críticas a la organización del Orgullo de Madrid llevada a cabo por AEGAL, la FELGTB y COGAM subvencionada por el Ayuntamiento de Madrid. 

Porque el 28J sigue siendo un día de denuncia, reivindicación y lucha de todas aquellas disidencias de género, sexuales, afectivas y relacionales, seguimos trabajando por un orgullo inclusivo, no mercantilizado, ni mercantilizable, ni consumible. Gritamos para denunciar la utilización capitalista y heteropatriarcal de nuestras disidencias, y cuestionamos un modelo como el de Chueca, donde el dinero y el ocio se venden como referentes de nuestra liberación.
Plataforma Orgullo Crítico Madrid 2017

En su análisis y crítica al capitalismo rosa tienen en cuenta cuestiones como la gentrificación, la homonormatividad (que lleva consigo clasismo, racismo y sexismo), la mercantilización de las identidades o las redes empresariales que sustentan ese sistema.
Incluyendo la interseccionalidad en su discurso, hablan de la relevancia de analizar cómo se cruzan las realidades de las personas LGBTIQA+ con otros ejes de opresión como la clase, la etnia, la espiritualidad o los rasgos y características físicas.
Desde una perspectiva antirracista, describen el homonacionalismo como el mecanismo que "instrumentaliza los discursos y los activismos de la población LGTBIQA+" en un contexto de violencias xenófobas, racistas e islamófobas para justificar o legitimar ciertas políticas públicas. Consideran importante tener en cuenta que este proceso, también conocido como pinkwashing, no se da sólo en contextos lejanos como Israel o Palestina, sino también en los activismos que se llevan a cabo en España. En sus últimos manifiestos se puede leer que se oponen "a la instrumentalización por parte del discurso islamófobo europeo de los discursos feministas y pro derechos LGBTIQ+ para criminalizar a la población musulmana —y a otras minorías étnicas— a través de estrategias discriminatorias y racistas como el homonacionalismo o el pinkwashing" y denuncian "el uso de estrategias institucionales para lavar su homofobia y su transfobia mientras alimentan el odio hacia comunidades, países y culturas no europeas. La violencia estructural racista cis-heteropatriarcal pretende hacernos creer que el machismo y la transhomofobia exclusivamente están y vienen de fuera de las fronteras del estado español, cuando es ella misma la que nos acosa en nuestras calles, nos hace bullying en las aulas, nos agrede en los bares, nos maltrata en las instituciones".

## Orgullo Crítico Madrid

### Antecedentes
El Orgullo Crítico se considera heredero de ciertas posturas críticas desarrolladas por algunos colectivos en el Madrid de los 90, como LSD o la Radical Gay. Estos colectivos estaban vinculados e implicados en movimientos sociales: además de las reivindicaciones tradicionalmente ligadas al movimiento LGBTIQA+ (lucha contra el SIDA, búsqueda de referentes, reflexiones sobre la sexualidad bollera…), tenían en cuenta posturas como el antimilitarismo y la okupación, en un momento en el que otros colectivos comienzan a acercarse al oficialismo, los partidos y la política institucional, haciendo ese recorrido hacia la “normalización” de las identidades LGBT y queer que culmina en la aprobación del matrimonio igualitario en 2005.

### Historia

#### Primeros años: bloques alternativos
En 2006 surge el Bloque Alternativo de lesbianas, gays, transexuales y bisexuales, con el lema “Orgullo es Protesta”, cuestionando la mercantilización y la despolitización del movimiento LGTB oficial y con la intención de recuperar el origen combativo y político del Orgullo. Liberacción (lesbianas, gays, transexuales y bisexuales de izquierdas) y RQTR (colectivo LGTB de la UCM) organizan un llamamiento para hacer un bloque crítico dentro de la manifestación oficial. A este grupo se suman colectivos como la EKKA, el colectivo feminista Las Lilas o el Grupo de Trabajo Queer.
El Bloque Alternativo quiere ser “un punto común para el mosaico activista madrileño, más allá de las disidencias sexuales” porque, aseguran, “esa verdadera liberación sexual está necesariamente unida a otras luchas transformadoras”.
En 2007, de igual manera, se convoca un Bloque Alternativo por la liberación sexual, manteniendo el lema “Orgullo es Protesta”. Ante el Europride, convocado “por un grupo empresarial multinacional que promueve aún más los valores y modelos LTGB reformistas y mercantiles” con los que estos colectivos se mostraban en desacuerdo, se consideró ese año aún más importante para alzar las voces críticas y retomar el espíritu de protesta y reivindicación. Ese año se prepararon una serie de actividades (comida popular, charlas-debate, asambleas, acción directa, fiesta…) que culminarían en la participación reivindicativa en el Orgullo oficial como Bloque Alternativo. Este Bloque Alternativo participó el 18 de julio en una manifestación contra el anuncio de ejecuciones de homosexuales en Irán y convocó una concentración contra la patologización de la transexualidad el 7 de octubre.

#### Orgullo transmaribollero anticapitalista (2008)
El Bloque Alternativo y el ESAP (Encuentro Social Alternativo al Petróleo) convocan una manifestación (se cree que por primera vez), recuperando el 28 de junio, con el nombre de Orgullo transmaribollero anticapitalista y bajo el lema “Liberación Sexual sin consumismo, no más sangre por petróleo”. Se pretende que este sea un “orgullo para continuar la lucha por la liberación sexual, orgullo para transgredir y hacer tambalear esta sociedad uniforme e intolerante, orgullo para seguir construyendo la igualdad desde nuestro derecho a la diferencia y a la disidencia, también dentro de nuestro propio colectivo”. Invitan “a todas nuestras amigas transmaribolleras+, heteros sin complejos y compañeros a participar en la manifestación y celebración del 28 de Junio por la liberación sexual”.

- Porque nos oponemos a la mercantilización de nuestras sexualidades, de nuestros cuerpos y de nuestras vidas.
- Porque no aceptamos la despolitización que se nos propone con el modelo de consumo al que se nos invita, con la permanennte invitación a ser consumidorxs antes que ciudadanxs.
- Porque nuestra lucha es una lucha política, que no admite patrocinios y que no sirve a las grandes marcas.

Bloque Alternativo por la Liberación Sexual y ESAP (Encuentro Social Alternativo al Petroleo)

#### Con fronteras no hay orgullo (2009)
Un grupo de colectivos, ahora autodenominándose Asamblea de Orgullo migrante, convocan de nuevo actividades y manifestación, esta vez el fin de semana del 28 de junio, con el nombre Con fronteras no hay orgullo. Se da un paso más hacia la interseccionalidad teniendo en cuenta el tema de las fronteras, las migraciones y el antirracismo, considerado especialmente necesario ese año, cuando se estaba planteando la reforma que endurecería la Ley de Extranjería.
Este año el periódico Diagonal saca una serie de artículos englobados bajo el nombre Con frontera no hay orgullo.
En 2016 tiene lugar en el País Vasco una manifestación con el mismo lema.

#### Bloque Orgullo Crítico (2010)
Se usa por primera vez este nombre, convocando la Asamblea abierta Orgullo Crítico 2010, en la que participan una gran cantidad de colectivos, con el fin de preparar la manifestación y actividades de ese año, además de acudir nuevamente a la manifestación estatal como bloque crítico.
El transfeminismo comienza a tomar fuerza a nivel estatal: había sido el encuentro transfeminista de Barcelona, y los colectivos feministas y LGTBQ se juntan a pensar qué es eso del transfeminismo. En el manifiesto del Orgullo aparece una línea de descripción: “Transfeminismo son estrategias políticas concretas contra la violencia, represión y exclusión de los cuerpos disidentes, ambiguos, mixtos… desde una perspectiva feminista”.
La manifestación de este año tuvo como lema “Trans-Migrantes-Precarias: por una lucha transfronteriza”. Se hizo en Vallecas con una intención descentralizadora, de tener presencia en otros barrios y conectar con un barrio obrero y con mucha población migrante.
Se intervino el pregón de inauguración del MADO con una acción que consistía en desplegar una pancarta desde un balcón en la Plaza de Chueca que ponía “Nuestros derechos no son un negocio” y tirar al aire unos pasquines con un texto crítico contra la mercantilización del orgullo.

### Orgullo Indignado (2011-2012)
Hay una gran influencia del movimiento 15-M. Se usan como lemas “Transmaribolleras en lucha” y “¡No somos mercancías en manos de políticos banqueros!”. Crece mucho la afluencia a la manifestación con respecto al año anterior, probablemente debido al filón del 15M y la popularización del transfeminismo.
Se realizó la acción Revolución serás transfeminista en la Feria de Productos LGTB organizada por AEGAL y la FELGTB en el Círculo de Bellas Artes.
En 2012 se mantiene el nombre Orgullo Indignado, y se usan los lemas “Toma el Orgullo” y el “¡No pasarán!”.

#### Orgullo Crítico (2013-)

##### “Orgullo es protesta” (2013)
Varios colectivos afines se juntan como Orgullo Crítico, abren un blog y escriben textos sobre gentrificación y capitalismo rosa. Se hicieron algunas acciones en Chueca los días del MADO, entre ellas el despliegue de pancartas desde unos balcones de la Plaza de Chueca en las que se podía leer “No al capitalismo rosa” y “Orgullo es protesta”.

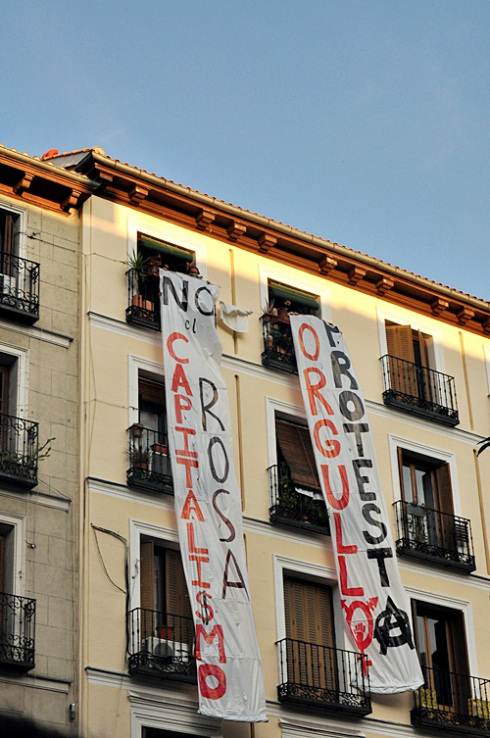
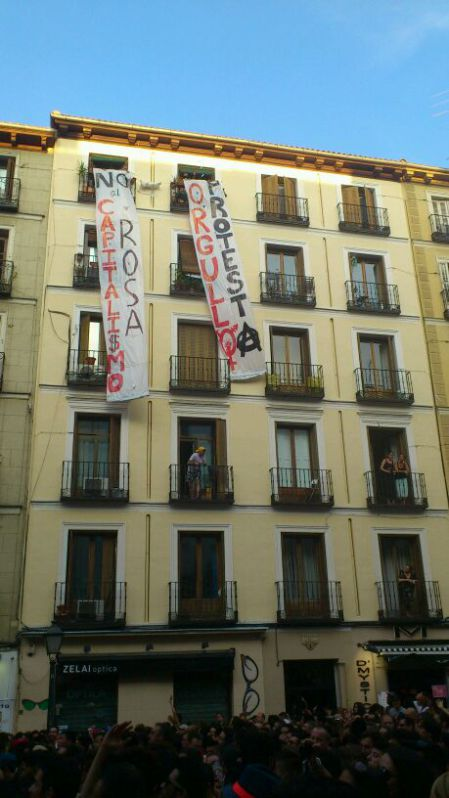

La manifestación este año fue convocada desde otro colectivo que sacó su propio manifiesto, y la plataforma del Orgullo Crítico decidió no secundar esa manifestación y quedarse como concentración al inicio, en la Plaza de Lavapiés.

##### “Orgullo es decisión” (2014)
El nombre es un guiño a las reivindicaciones en relación con el aborto. Se conforma una plataforma de colectivos e individualidades autodenominada Asamblea Orgullo Madrid 2014 cuya primera asamblea tiene lugar en La Hoguera. Además de la manifestación del 28 de junio, se organizan una gran cantidad de actividades este año, entre las que hay proyecciones, presentaciones de libros, talleres y charlas.

##### “La calle y la protesta también son nuestras” (2015)

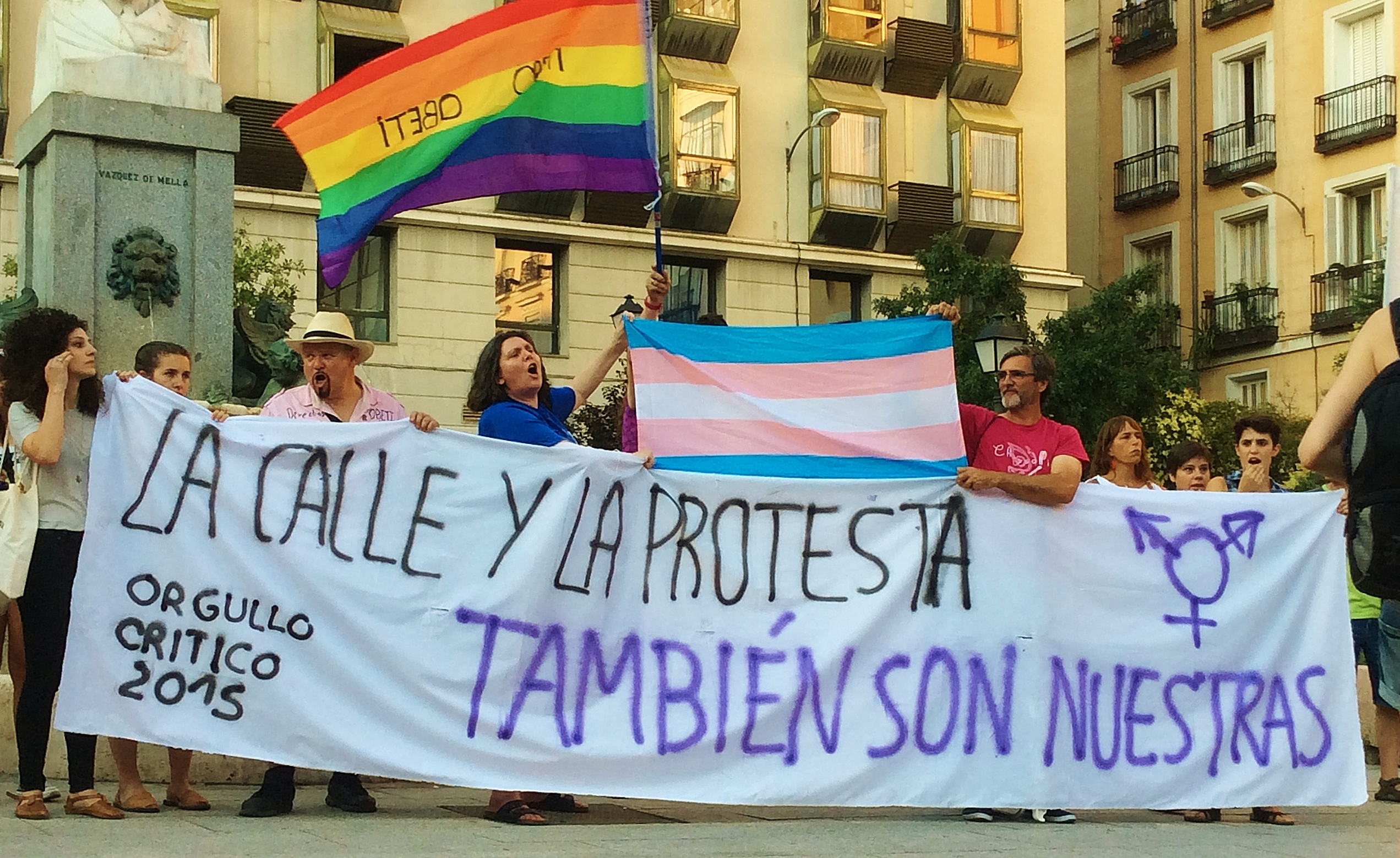
Pancarta Orgullo Crítico 2015

Este año coincide con las reivindicaciones contra la Ley Mordaza. Aunque hay muy poca gente trabajando en la plataforma, esta sirve de soporte y de difusión para actividades realizadas por colectivos externos, creando un formulario para animar a la participación dentro del marco del Orgullo de una manera autogestionada.
A partir de algunos proyectos comunes se crean alianzas entre el transfeminismo y la diversidad funcional, y eso está bastante presente este año. Se empieza a tener muy en cuenta la accesibilidad (en la medida de lo posible), intentando que haya ILSEs en las actividades y que estas se hagan en espacios accesibles para personas con movilidades diversas. La Muestra de Cine de Lavapiés organiza, en el marco del Orgullo Crítico, la proyección de Yes, we fuck!.
Por primera vez en la manifestación hay un micro abierto y, con la llegada de nuevos bloques (feministas, trans*...), se leen también otros manifiestos. Una activista trans sufrió una agresión tránsfoba al final de la manifestación, en el Hotel Oscar, lo que dio lugar a una concentración improvisada en la puerta del hotel.

##### “Orgullo, resistencia y autodefensa” (2016)
Aunque se convocó la primera asamblea bastante tarde, funcionó muy bien y la manifestación tuvo mucho éxito. Se sigue con esa idea de plataforma como soporte para que otros colectivos propongan actividades.
Por primera vez se habla en el manifiesto de diversidad afectiva y relacional e islamofobia. Comienza a participar en la asamblea y la manifestación el colectivo asexual. Además, hay muchísimos bloques dentro de la manifestación (trans*, no monógamo, asexual…).
La fiesta de ese año la organizó el colectivo sordo-oyente de personas LGTB para cubrir los gastos de las ILSEs, y todas las actividades de ese año tuvieron interpretación en lengua de signos.
Se repite el micro abierto y cada bloque lee su propio manifiesto, además del propio de la plataforma.
Desde este año 2016, el Orgullo Crítico en Madrid cuenta con movimientos hermanos en los distritos del Sur (Arganzuela, Usera, Villaverde), que tienen un punto de vista común al Orgullo Crítico en cuanto a la lucha contra el capitalismo rosa, y pretenden, además, descentralizar el Orgullo y llevarlo también a los barrios.

##### Plataforma Orgullo Crítico Madrid 2017

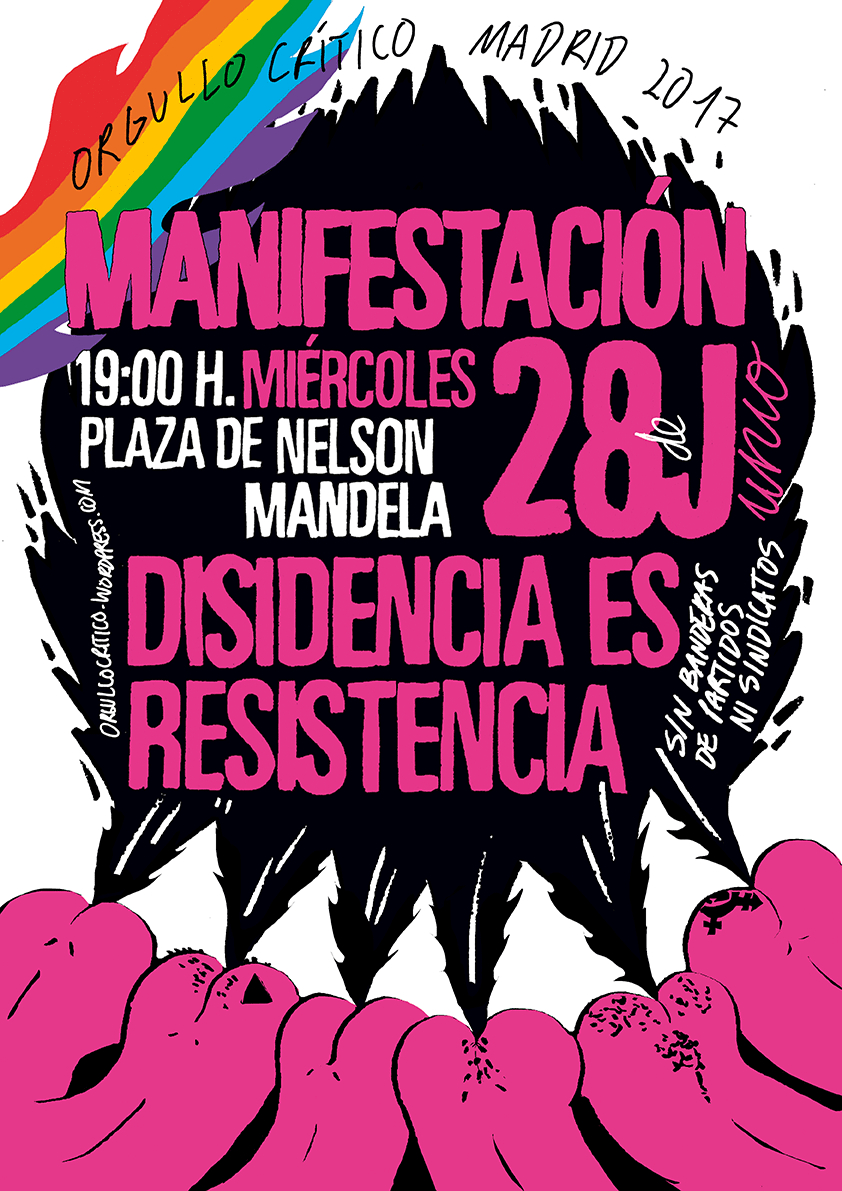
Cartel de la manifestación del Orgullo Crítico Madrid 2017

En un encuentro de valoración del Orgullo Crítico Madrid 2016, en septiembre, comienza a pensarse qué se haría para el año siguiente. Entendiendo que el nombramiento de Madrid como capital para el WorldPride 2017 supone una amenaza directa a las identidades LGBT y queer, por considerar que genera una visión estereotipada, así como una mercantilización y despolitización de la lucha, un grupo de colectivos e individualidades deciden juntarse durante todo el año para trabajar como Plataforma Orgullo Crítico Madrid 2017. La plataforma se define como anticapitalista, autogestionada, transfeminista, asamblearia, antirracista, horizontal, antiespecista, apartidista, anticolonialista, antifascista, anticlasista y anticapacitista.
El trabajo del año se divide en diferentes ejes (para tratar temáticas específicas y dotar de contenido político el Orgullo Crítico) y comisiones (para llevar a cabo las tareas logísticas), además de la asamblea (encargada de la toma de decisiones). Los ejes son Diversidad y Violencias, Homonacionalismo y Capitalismo rosa, y las comisiones Accesibilidad y Comunicacción.
Las actividades comienzan en marzo con la presentación de la plataforma y hasta junio se realizan varios encuentros, talleres, charlas, debates, presentaciones y proyecciones en el marco del Orgullo Crítico, organizados por la asamblea, los diferentes ejes y comisiones y algunos colectivos afines. Por primera vez, la plataforma convoca una manifestación por el Día Internacional contra la LesboTransHomoBifobia, además de la manifestación del 28 de junio.
En 2017, los orgullos de barrio se unen en la Plataforma Qué Orgullo de Periferia, uniéndose a los distritos del Sur que ya habían surgido el año pasado otros en seis distritos más de la ciudad. Destaca especialmente, entre ellos, las actividades desarrolladas en Vallecas por Orgullo Vallekano. Ver Celebraciones del Orgullo LGTBI en Vallecas.